# Ihar Stasevich
Ihar Mikalayevich Stasevich (em bielorrusso: Ігар Стасевіч; russo: Игорь Стасевич (Igor Stasevich); Borisov, 21 de outubro de 1985) é um futebolista profissional bielorrusso que joga como meia-atacante. Atualmente, joga no BATE Borisov.

## Títulos

### BATE Borisov
- Vysshaya Liga: 2006, 2007, 2008, 2009, 2015, 2016
- Copa da Bielorrússia: 2009–10
- Super Copa da Bielorrússia: 2010, 2015, 2016, 2017

### Volga
- FNL: 2010

### Gomel
- Copa da Bielorrússia: 2010–11